# Sindrome da deficienza di GLUT1
La sindrome da deficienza di GLUT1 è una malattia genetica rara causata da un difetto della proteina GLUT1 a livello della barriera ematoencefalica e nelle cellule del cervello.
Il cervello è privato del suo combustibile principale, il glucosio, andando così incontro sia all’insorgenza precoce della malattia caratterizzata da crisi epilettiche, disturbi del movimento e difetti cognitivi, sia a una encefalopatia con manifestazioni varie che possono andare da crisi epilettiche farmacoresistenti a un disturbo del movimento o un ritardo cognitivo.
In presenza del sospetto clinico la diagnosi può essere posta mediante l’esecuzione di una puntura lombare seguita da uno studio genetico specifico.
Il difetto della proteina GLUT1 è causato da mutazioni nel gene SLC2A1 che determinano uno scorretto trasporto di glucosio nel cervello. Tali mutazioni sono state analizzate mediante l’estrazione di DNA dai globuli bianchi di pazienti affetti da questa sindrome.

## La cura
L’unico trattamento conosciuto fino ad oggi per la Sindrome da Deficienze del Glut 1 è una rigida dieta chetogenica.
Si tratta di un particolare regime alimentare, ricco di grassi, che induce nell’organismo la formazione di sostanze acide definite “corpi chetonici” (da cui il nome) che hanno la capacità di attraversare la barriera ematoencefalica e servire da fonte energetica per il cervello, in sostituzione degli zuccheri.
La produzione di corpi chetonici avviene quando si assume una quantità molto bassa o nulla di zuccheri (biscotti, torte, caramelle, frutta ecc) e di cibi ricchi di carboidrati (patate, cereali, pasta, riso ecc.) e importanti limitazioni per quanto riguarda la maggior parte dei cibi (ad esempio carne, formaggi e verdura).